# Andriy Bliznichenko
Andriy Valeriyovych Bliznichenko (tiếng Ukraina: Андрій Валерійович Блiзнiченко; sinh ngày 24 tháng 7 năm 1994 ở Novohrad-Volynskyi, Zhytomyr, Ukraina) là một tiền vệ bóng đá Ukraina thi đấu cho câu lạc bộ tại Süper Lig Kardemir Karabükspor.

## Sự nghiệp
Bliznichenko gia nhập Dnipro Dnipropetrovsk khởi đầu mùa giải 2012-13, thi đấu 14 trận cho đội dự bị, ghi 6 bàn thắng. Anh ra mắt đội chính vào ngày 28 tháng 11 năm 2013 trong trận đấu vòng bảng ở Europa League trước CS Pandurii Târgu Jiu, khi thay người cho Bruno Gama và thi đấu hết hiệp hai.